# 切梅里西克 (茲韋尼戈羅德卡區)
49°9′23″N 30°35′33″E / 49.15639°N 30.59250°E
切梅里斯凱（烏克蘭語：Чемериське）是位於烏克蘭中部的村莊，由切爾卡瑟州裡茲韋尼霍羅德卡區的沃季亞尼基市鎮負責管轄。該村面積2.06平方公里，海拔高度237米，2008年人口210，人口密度每平方公里102人。